# Tine Skolmen
Tine Skolmen, född 22 april 1967 i Oslo, är en norsk programledare i TV och radio, musikjournalist, sångerska och skådespelare.

## Biografi
Skolmen är dotter till skådespelaren Jon Skolmen och storasyster till skådespelaren Christian Skolmen. Skolmen är mor till programledaren Emilie Skolmen Kaafjeld.  
Hon har en teaterutbildning och en musikalisk utbildning från London.
Debuten som programledare i TV fick Skolmen i och med debattprogrammet Tine på TVNorge 1996. Hon var även programledare för intervjuprogrammet Skolmenholmen på TVNorge 1998 tillsammans med sin pappa Jon Skolmen.
Skolmen engagerades 2002 som programledare för radioprogrammet Rundt et flygel i NRK P2 tillsammans med Kåre Grøttum. Hon kom därefter att leda flera andra musikrelaterade radioprogram för samma kanal. 

## TV- och radioprogram

### TV (i urval)
- 1996 – Tine
- 1998 – Skolmenholmen

### Radio (i urval)
- 2002-2008 – Rundt et flygel
- 2003-2011 – Jazzklubben
- 2016-2018 – Musikkmøtet[3]

## Utmärkelser
- 2016 – Molderosen[2]